# Società Sportiva Monopoli 1966 2017-2018
Questa pagina raccoglie le informazioni riguardanti la 'Società Sportiva Monopoli 1966 nelle competizioni ufficiali della stagione 2017-2018.

## Stagione
Nella stagione 2017-2018 il Monopoli allenato da Beppe Scienza disputa il girone C del campionato di Serie C. Raccoglie 53 punti con il sesto posto finale, e con il diritto a partecipare ai Play-off. Ma viene subito estromesso dalla Virtus Francavilla, che si è imposta (0-1) al Veneziani. I biancoverdi hanno ottenuto 23 punti nel girone di andata e 30 punti nel girone di ritorno. Nella Coppa Italia di Serie C i pugliesi hanno disputato il girone H di qualificazione che ha promosso il Bisceglie ai sedicesimi di finale.

## Divise e sponsor
Lo sponsor tecnico per la stagione 2017-2018 è Joma mentre gli sponsor ufficiali sono Millonare e Antenna Sud.
| Casa | Trasferta | Terza divisa |

## Rosa
Di seguito è riportata la rosa della Monopoli.
| N. |                      | Ruolo | Calciatore          |
| -- | -------------------- | ----- | ------------------- |
| 1  | Italia (bandiera)    | P     | Giuseppe Convertini |
| 2  | Italia (bandiera)    | C     | Andrea Lo Bosco     |
| 3  | Italia (bandiera)    | D     | Mario Mercadante    |
| 4  | Italia (bandiera)    | D     | Luca Ricci          |
| 5  | Argentina (bandiera) | C     | Federico Scoppa     |
| 6  | Italia (bandiera)    | C     | Simone Ricucci      |
| 7  | Slovenia (bandiera)  | C     | Urban Žibert        |
| 8  | Italia (bandiera)    | C     | Enrico Zampa        |
| 9  | Italia (bandiera)    | A     | Giuseppe Genchi     |
| 10 | Italia (bandiera)    | A     | Michele Paolucci    |
| 11 | Guinea (bandiera)    | A     | Moussa Souare       |
| 12 | Italia (bandiera)    | P     | Lorenzo Bardini     |
| 13 | Grecia (bandiera)    | C     | Dimitrios Sounas    |
| 14 | Italia (bandiera)    | D     | Mattia Bei          |
| 15 | Slovenia (bandiera)  | C     | Til Mavretic        |
| 16 | Senegal (bandiera)   | C     | Ismael Diomande     |

| N. |                    | Ruolo | Calciatore          |
| -- | ------------------ | ----- | ------------------- |
| 17 | Italia (bandiera)  | C     | Daniele Donnarumma  |
| 18 | Italia (bandiera)  | A     | Manuel Sarao        |
| 19 | Italia (bandiera)  | D     | Nicola Lanzolla     |
| 20 | Grecia (bandiera)  | D     | Aris Rotas          |
| 21 | Albania (bandiera) | D     | Shaqir Tafa         |
| 22 | Italia (bandiera)  | P     | Marino Bifulco      |
| 23 | Italia (bandiera)  | A     | Giovanni Cappiello  |
| 24 | Italia (bandiera)  | C     | Salvatore Russo     |
| 25 | Italia (bandiera)  | D     | Leonardo Longo      |
| 26 | Italia (bandiera)  | D     | Michele Ferrara     |
| 28 | Italia (bandiera)  | C     | Davide Balestrero   |
| 29 | Italia (bandiera)  | D     | Gianmarco Maselli   |
| 31 | Italia (bandiera)  | A     | Francesco Di Cosola |
| 32 | Italia (bandiera)  | C     | Ivan Todisco        |
| 33 | Italia (bandiera)  | D     | Loris Bacchetti     |

## Risultati

### Serie C

#### Girone di andata
| Arbitro: | Camplone (Pescara) |

|                                      |           |              |
| Mercadante 9’, 11’ Scoppa 87’ (rig.) | Marcatori | 17’ Bruccini |

| Arbitro: | Di Gioia (Nola) |

|  |           |            |
|  | Marcatori | 20’ Genchi |

| Monopoli 9 settembre 2017, ore 18:30 CEST 3ª giornata | Monopoli         | 0 – 0 referto | Akragas | Stadio Vito Simone Veneziani (1 900 spett.)\| Arbitro: \| Clerico (Torino) \| |
| Arbitro:                                              | Clerico (Torino) |               |         |                                                                               |

| Arbitro: | Marcenaro (Genova) |

|  |           |                                 |
|  | Marcatori | 3’ (rig.), 10’ Genchi 22’ Sarao |

| Arbitro: | Valiante (Salerno) |

|                             |           |  |
| Sarao 43’ Genchi 53’ (rig.) | Marcatori |  |

| Arbitro: | Perotti (Legnano) |

|                 |           |            |
| Scaringella 81’ | Marcatori | 75’ Genchi |

| Arbitro: | Amabile (Vicenza) |

|            |           |  |
| Curiale 8’ | Marcatori |  |

| Arbitro: | Capone (Palermo) |

|              |           |                    |
| Paolucci 41’ | Marcatori | 82’ (rig.) Catania |

| Arbitro: | Zufferli (Udine) |

|  |           |                                 |
|  | Marcatori | 60’ Genchi 75’ Sounas 81’ Sarao |

| Arbitro: | Mantelli (Brescia) |

|            |           |            |
| Genchi 38’ | Marcatori | 36’ Marino |

| Arbitro: | Fiorini (Frosinone) |

|  |           |              |
|  | Marcatori | 73’ Paolucci |

| 12ª giornata Riposo |  | – |  |  |

| Arbitro: | Zingarelli (Siena) |

|            |           |  |
| Letizia 6’ | Marcatori |  |

| Arbitro: | Cipriani (Empoli) |

|  |           |             |
|  | Marcatori | 47’ Rossini |

| Arbitro: | Prontera (Bologna) |

|                         |           |              |
| Petta 63’ Jovanovic 86’ | Marcatori | 58’ Paolucci |

| Arbitro: | Zanonato (Vicenza) |

|  |           |                        |
|  | Marcatori | 17’ Canotto 66’ Simeri |

| Arbitro: | Schirru (Nichelino) |

|                          |           |           |
| Prestia 42’ Saraniti 69’ | Marcatori | 4’ Sounas |

| Monopoli 10 dicembre 2017, ore 14:30 CET 18ª giornata | Monopoli           | 0 – 0 referto | Trapani | Stadio Vito Simone Veneziani (1 566 spett.)\| Arbitro: \| Dionisi (L'Aquila) \| |
| Arbitro:                                              | Dionisi (L'Aquila) |               |         |                                                                                 |

| Arbitro: | Fiorini (Frosinone) |

|                          |           |  |
| Cosenza 24’ Caturano 80’ | Marcatori |  |

#### Girone di ritorno
| Arbitro: | Maggioni (Lecco) |

|                         |           |  |
| Tutino 61’ Bruccini 87’ | Marcatori |  |